# Spisak projektila
Ispod je lista projektila, poređanih po abecednom redu u velike kategorije i potkategorije po nazivu i nameni.

## Ostale liste raketa
Vrste projektila:
- Konvencionalne vođene rakete
  - Raketa vazduh-vazduh
  - Raketa vazduh-zemlja
  - Protivradijaciona raketa
  - Antibalistička raketa
  - Anti-satelitsko oružje
  - Protivbrodska raketa (lista)
  - Protivpodmornička raketa
  - Protivtenkovska vođena raketa (lista)
  - Napadna raketa
  - Prenosivi sistemi PVO raketa sa ramena
  - Raketa zemlja-vazduh (lista)
  - Raketa zemlja-zemlja
  - Žičano vođena raketa
- Krstareće rakete
  - Krstareća raketa lansirana iz vazduha
  - Krstareće rakete sa kopna
  - Krstareće rakete lansirane sa podmornica
- Balističke rakete
  - Taktička balistička raketa
  - Balistička raketa kratkog dometa
  - Bojišna balistička raketa 
  - Balistička raketa srednjeg dometa
  - Balistička raketa intermedijarnog dometa
  - Interkontinentalna balistička raketa  (Lista ICBM raketa/Poređenje sa ICBM-ovima)
  - Balistička raketa lansirana sa podmornice
  - Balistička raketa lansirana iz vazduha

## Rakete po imenu

### A
- A3SM (Mistral raketa) podmornički sistem VSHORAD
- A3SM (MICA raketa) SLAM
- A-3
- A-4
- A-9
- AA-1 Alkali (NATO izveštajno ime za Kaliningrad K-5)
- AA-2 Atoll (NATO izveštajno ime za Vympel K-13)
- AA-3 Anab (NATO izveštajno ime za Kaliningrad K-8)
- AA-4 Awl (NATO izveštajno ime za Raduga K-9)
- AA-5 Ash (NATO izveštajno ime za Raduga K-80)
- AA-6 Acrid (NATO izveštajno ime za Kaliningrad K-40)
- AA-7 Apex (NATO izveštajno ime za Kaliningrad K-23)
- AA-8 Aphid (NATO izveštajno ime za Kaliningrad K-60)
- AA-9 Amos (NATO izveštajno ime za Vympel R-33)
- AA-10 Alamo (NATO izveštajno ime za Vympel R-27)
- AA-11 Archer (NATO izveštajno ime za Vympel R-73)
- AA-12 Adder (NATO izveštajno ime za Vympel R-77)
- AA-13 Arrow (NATO izveštajno ime za Vympel R-37)
- AAM-3 (japanska raketa vazduh-vazduh Type 90)
- AAM-4 (japanska raketa vazduh-vazduh Type 99)
- AAM-5 (japanska raketa vazduh-vazduh Type 04)
- AAM-N-4 Oriole
- AASM
- Abdali-I (Pakistanska balistička raketa kratkog dometa zemlja-zemlja)
- ABM-1 Galosh (NATO izveštajno ime za Rusku/SSSR, Vympel A-350, protivbalistička raketa zemlja-vazduh )
- ABM-3 Gazelle (NATO izveštajno ime za Rusku/SSSR A-135, protivbalistička raketa zemlja-vazduh)
- A-Darter
- ADATS (švajcarsko-američka)
- ADM-20 Quail
- ADM-141 TALD
- ADM-144
- ADM-160 MALD
- AGM-12 Bullpup
- AGM-22
- AGM-28 Hound Dog
- AGM-45 Shrike
- AGM-48 Skybolt
- AGM-53 Condor
- AGM-62 Walleye
- AGM-63
- AGM-64 Hornet
- AGM-65 Maverick
- AGM-69 SRAM
- AGM-76 Falcon
- AGM-78 Standard ARM
- AGM-79 Blue Eye
- AGM-80 Viper
- AGM-83 Bulldog
- AGM-84 Harpoon
- AGM-84E SLAM
- AGM-84H/K SLAM-ER
- AGM-86 ALCM
- AGM-87 Focus
- AGM-88 HARM
- AGM-112
- AGM-114 Hellfire
- AGM-119 Penguin (proizvedena je u Norveškoj; jedina raketa ne-američke proizvodnje u američkom arsenalu)
- AGM-122 Sidearm
- AGM-123 Skipper
- AGM-124 Wasp
- AGM-129 ACM
- AGM-130
- AGM-131 SRAM II
- AGM-136 Tacit Rainbow
- AGM-137 TSSAM
- AGM-142 Have Nap US kodno ime za uvezene Popeye rakete
- AGM-153
- AGM-154 JSOW
- AGM-158 JASSM
- AGM-159 JASSM
- AGM-169 Joint Common Missile
- AGM-179 JAGM
- AGM-183A ARRW[1]
- Agni I (Indija)
- Agni II (Indija)
- Agni III (Indija)
- Agni IV (Indija)
- Agni V (Indija)
- Agni VI (Indija)
- Agni-P (Indija)
- AIM-4 Falcon
- AIM-7 Sparrow
- AIM-9 Sidewinder
- AIM-26 Falcon
- AIM-47 Falcon
- AIM-54 Phoenix
- AIM-68 Big Q
- AIM-82
- AIM-97 Seekbat
- AIM-95 Agile
- AIM-120 AMRAAM
- AIM-132 ASRAAM
- AIM-152 AAAM
- AIR-2 Genie
- Air-Sol Moyenne Portée (ASMP)
- Akash (Indija)
- Akash-NG
- Alacrán (Španska za "Scorpion")
- ALARM
- ALAS
- Al-Hussein
- Al-Samoud 2
- ANL (francusko-britanska)
- Anza
- Apache
- Arrow (Israeli missile) (antibalistička)
- AS-25K (protivbrodska)
- AS-20
- AS-30
- AS.34 Kormoran
- ASM-1 (japanski projektil Type 80 vazduh-brod)
- ASM-2 (japanski projektil Type 93 vazduh-brod)
- ASM-135 ASAT
- ASMP
- Aspide
- ASRAAM (ime projekta za AIM-132 ASRAAM)
- ASGLA (Igla raketa) (Nemačko-Ukrajinska) kopneni VSHORAD sistem
- ASRAD (Stinger, RBS-70 mk2, Igla, Mistral, Starburst rakete) kopneni VSHORAD sistem
- ASRAD-2 kopneni VSHORAD sistem
- ASRAD-R (Bolide raketa) (Nemačko-Švedski) kopneni VSHORAD sistem
- ASRAD-R Naval (Bolide raketa) (Nemačko-Švedski) brodski VSHORAD sistem
- Aster
- Astra
- ATAKA 9M120 (ruska protivtenkovska raketa)
- ATILGAN PMSS pomorsko/kopneni VSHORAD sistem
- ATM-1  (japanska protivtenkovska raketa Type 64)
- ATM-2 (japanska protivdesantna letelica Type 79 i protivtenkovska raketa)
- ATM-3 (japanska protivtenkovska raketa Type 87)
- ATM-4 (japanski višenamenski raketni sistem Type 96)
- ATM-5  (japanska laka protivtenkovska raketa Type 01)
- AUM-N-2 Petrel

### B
- Babur (pakistanska krstareća raketa)
- BAC Vigilant
- Bantam
- Barak 1 raketa zemlja-vazduh za odbranu mornaričke tačke (Izrael)
- Barak 8 Raketa zemlja-vazduh za odbranu pomorske oblasti (Izrael-Indija)
- BGM-34 Firebee
- BGM-71 TOW
- BGM-75 AICBM
- BGM-109 Tomahawk
- BGM-110
- Baktar-Shikan (pakistanska protivtenkovska vođena raketa)
- Black Arrow (Ujedinjeno Kraljevstvo)
- Bloodhound  UK Zemlja-vazduh
- Blowfish podmornički jarbol sistem VSHORAD
- Blowpipe  UK Man prenosivi zemlja-vazduh
- Blue Steel nuklearna raketa (Ujedinjeno Kraljevstvo)
- Blue Streak (Ujedinjeno Kraljevstvo)
- Bofors Bantam
- Bölkow Bö 810 Cobra
- BrahMos (Indija-Rusija; najbrža krstareća raketa na svetu)
- Brakemine u Velikoj Britaniji iz Drugog svetskog rata
- Brimstone (Ujedinjeno Kraljevstvo)

### C
- C-602
- C-701
- C-802
- CA-94
- CA-95
- CGM-16 Atlas
- CGM-121B Seek Spinner
- CIM-10 Bomarc
- Roketsan Cirit (Turska)
- Cobra
- Cobra  (Nemačko-Švajcarska)
- Cobra 2000 (Nemačko-Švajcarska)
- Condor (Argentina)
- Crotale (Francuska)

### D
- Desna (popularni naziv za interkontinentalnu balističku raketu R-9 Desna)
- Dnipro
- Dongfeng 1 (SS-2) (DF-1)
- Dongfeng 2 (CSS-1) (DF-2)
- Dongfeng 3 (CSS-2) (DF-3)
- Dongfeng 4 (CSS-3) (DF-4)
- Dongfeng 5 (CSS-4) (DF-5)
- Dongfeng 11 (CSS-7) (DF-11)
- Dongfeng 12 (CSS-X-15)(DF-12)
- Dongfeng 15 (CSS-6) (DF-15)
- Dongfeng 16 (DF-16)
- Dongfeng 21 (CSS-5) (DF-21)
- Dongfeng 25 (DF-25)
- Dongfeng 31 (CSS-10) (DF-31)
- Dongfeng 41 (CSS-X-10) (DF-41)
- Dvina (popularni naziv za bojišnu balističku raketu R-12 Dvina)

### E
- EGBU-15
- Elbrus (popularni naziv za R-300, a Scud varijanta)
- Emad
- Enforcer
- ENTAC (Francuska)
- Enzian
- Eryx (Francuska)
- Euromissile HOT protivoklopna raketa
- EuroSpike (Nemačko-Izraelska)
- Exocet (popularni naziv za MBDA Exocet)

### F
- Fateh-110
- Fireflash
- Firestreak
- FGM-77 MAW
- FGM-148 Javelin
- FGM-172 SRAW
- Fieseler Fi 103, V-1
- FIM-43 Redeye
- FIM-92 Stinger
- FROG-7

### G
- Gabriel (varijanta brod-brod i vazduh-brod)
- GAF Malkara
- Ghauri-I (Pakistan)
- Ghauri-II (Pakistan)
- Ghauri-III (Pakistan)
- Global Rocket 1 Raketa za frakciono orbitalno bombardovanje (Rusija; Hladni rat) (NATO izveštajno ime SS-X-10 Scrag)
- Gorodomlya G-1 - Razvijen od strane nemačkog tima na ostrvu Gorodomlya (57°12'0.06"N, 33° 4'0.02"E) 1948. godine, zasnovan na raketi V-2 sa odvojivom bojevom glavom i integrisanim rezervoarima za gorivo. (aka R-10).
- Gorodomlya G-1M - G-1 sa snažnijim motorom predložen 1949. godine.
- Gorodomlya G-2 - (aka R-12) Razvijen u smislu idejnog projekta, prva faza G-2 je trebalo da bude pokretana klasterom od tri motora iz G-1 sa potiskom od oko 100 tona, a druga faza je bila sposobna da isporuči bojevu glavu na 2.000 do 2.500 kilometara. Nesavladivi problemi sa kontrolom druge faze prinudnog napuštanja.
- Gorodomlya G-3 - Projekat G-3 je trebalo da bude dvostepena raketa izvedena iz G-1, sa krilatim gornjim stepenom sličnim A9 koji je razvio tim Vernera fon Brauna u Peenemindeu, za projektovani domet od 8.000 do 10.000 kilometara.
- Gorodomlya G-4 - U aprilu 1949. grupa iz Gorodomlja je dobila iste uslove kao i tim u NII-88 (koji je proizveo R-3). Nemačka grupa je dizajnirala 24 m (78 stopa 9 inča) visoku raketu u obliku konusa sa praznom težinom (uključujući bojevu glavu od tri tone) od sedam tona i lansirnom težinom od 70,85 tona (poznatija kao R-14).
- Gorodomlya G-5 - Dizajnirana paralelno sa G-4, (aka R-15), druga grupa u Gorodomlji je predložila bespilotni bombarder sa ramjet pogonom, pojačan raketom G-1 ili A4, koji je krstario na 15 km (9,3 mi) visine za domet od 3.000 kilometara.
- Green Cheese (missile)
- Green Flash (missile)
- AGM-176 Griffin
- Grom

### H
- Hadès
- Harpoon
- Hatf-I
- Hatf-IA
- Hatf-IB
- Hatf-VA
- Hatf-VIII
- Hatf-VIII (Ra'ad)
- HGM-16 Atlas
- Hongqi-1 SAM
- Hongqi-2 SAM
- Hongying-5 SAM
- Hongqi-7 SAM
- Hongqi-9 SAM
- Hongqi-10 SAM
- Hongqi-15 SAM
- Hongqi-17 SAM
- Hongqi-18 SAM
- Hongqi-61 SAM
- HOT (popularni naziv za protivoklopnu raketu Euromissile HOT)
- Hrim-2
- Hsiung Feng I (HF-1) (brod-brod)
- Hsiung Feng II (HF-2) (vođena multiplatformska protivbrodska)
- Hsiung Feng IIE (HF-2E) (varijanta krstareće rakete za kopneni napad HF-2)
- Hsiung Feng III (HF-3) (protivbrodska krstareća raketa)
- Hyunmoo

### I
- IDAS
- Ingwe
- IRIS-T

### J
- J-Missile
- Javelin   Zemlja-Vazduh
- Jericho missile (balistička zemlja-zemlja)
- JL-1
- JL-2

### K
- K-4 (SLBM) (Indija)
- K-5 (SLBM) (Indija)
- K-15 (SLBM) (Indija)
- Kaliningrad K-5 (AA-1 Alkali)
- Kaliningrad K-8 (AA-3 Anab)
- KAN Little Joe
- Raduga K-9 (AA-4 Awl)
- Vympel K-13 (AA-2 Atoll)
- Kaishan-1 SAM
- Khalij Fars ASBM
- KN-08
- KN-11

### L
- LAM (Lutajuća napadna raketa)
- LEM-70 Minuteman ERCS
- LFK NG
- LGM-25 Titan
- LGM-30 Minuteman
  - Minuteman I
  - Minuteman II
  - Minuteman III
- LGM-35 Sentinel
- LGM-118 Peacekeeper
- Lieying-60 SAM
- LIM-49 Spartan
- LIM-99
- LIM-100
- Little Joe (brod zemlja-vazduh)
- Long March cruise missile

### M
- M1 SLBM (Francuska) balistička raketa lansirana sa podmornica
- M2 SLBM (Francuska)
- M4 SLBM (Francuska)
- M5 SLBM (Francuska)
- M20 SLBM (Francuska)
- M45 SLBM (Francuska)
- M51 SLBM (Francuska)
- Magic (popularni naziv za R550 Magic)
- Mectron MAA-1 Piranha (infracrvena samonavođena raketa kratkog dometa vazduh-vazduh)
- Malkara  (zajednička australijsko-britanska)
- Mamba (nemačko-švajcarska)
- MAN-1 (protivbrodska raketa kompanije Mectron, još nije u upotrebi)
- Martin Pescador MP-1000 protiv-brodski ASM (Argentina)
- MAR-1  (protivradijaciona raketa kompanije Mectron, testira se)
- Mathogo protivtenkovski, vođeni žicom (Argentina)
- MBB Cobra
- MBDA Apache
- MBDA AS-30
- MBDA Aster
- MBDA Exocet
- MBDA Meteor
- MBDA Scalp EG
- MGM-1 Matador
- MGM-5 Corporal
- MGM-13 Mace
- MGM-18 Lacrosse
- MGM-21
- MGM-29 Sergeant
- MGM-31 Pershing
- MGM-32 ENTAC
- MGM-51 Shillelagh
- MGM-52 Lance
- MGM-140 ATACMS
- MGM-134 Midgetman
- MGM-157 EFOGM
- MGM-164 ATACMS II
- MGM-166 LOSAT
- MGM-168 ATACMS Block IVA
- MGR-1 Honest John
- MHT/MLP
- MICA (ime projekta za MBDA MICA)
- MILAN
- MIM-3 Nike-Ajax
- MIM-14 Nike-Hercules
- MIM-23 Hawk
- MIM-46 Mauler
- MIM-72 Chaparral
- MIM-104 Patriot
- MIM-115 Roland
- MIM-146 ADATS
- Miniature Hit-to-Kill Missile
- MISTRAL
- MMP (protivtenkovska)
- MMP/SEA LAUNCHED (brod-brod/obala)
- Mokopa
- Molodets (popularni naziv za RT-23 Molodets)
- Mosquito (nemačko-švajcarski)
- MR-UR-100 Sotka Interkontinentalna balistička raketa (Rusija; Hladni rat) (NATO izveštajno ime SS-17 Spanker)
- MX: See LGM-118 Peacekeeper

### N
- Nag (indijska protivtenkovska vođena raketa)
- Nirbhay (Indija)
- Naval Strike Missile (NSM)
- Neptune
- Nike
- Nodong-1
- Nord 5203 raketa zemlja-zemlja (SS.10) (Francuska)
- Nord 5210 raketa zemlja-zemlja / vazduh-zemlja (SS.11) (Francuska)
- Nord SS.10 raketa zemlja-zemlja (Francuska)
- Nord SS.11 raketa zemlja-zemlja / vazduh-zemlja (Francuska)
- Nord SS.12 raketa zemlja-zemlja (Francuska)

### O
- Oka (popularni naziv za R-400 Oka)
- Otomat

### P
- P-1 (SS-N-1 Scrubber)
- P-700 Granit (SS-N-19 Shipwreck)
- PAAMS (MBDA Aster missile)  (francusko-britansko-italijanski) brodski sistem SHORAD/MRAD
- PAD
- PARS 3 LR
- Penguin (američka oznaka: AGM-119)
- Pershing II Weapon System
- PL-9 SAM (PenLung)
- PL-10 (PenLung)
- Polyphem
- PGM-11 Redstone
- PGM-17 Thor
- PGM-19 Jupiter
- RT-21M Pioner (popularni naziv za RT-21M Pioner)
- Pluton
- PMADS pomorski/kopneni VSHORAD sistem
- Popeye (Standoff. Američka oznaka AGM-142 Have Nap. Navodno postoji i varijanta krstareće rakete)
- Prahaar
- Prithvi (Indija)
- Prithvi II (Indija)
- Prithvi III (Indija)
- Pye Python
- Python 5 (popularni naziv za Rafael Python 5)

### Q
- Qassam rocket
- Qiam 1 Projektil zemlja- zemlja (Iran)
- QRSAM brza reakcija SAM (Indija)
- QW-1 SAM
- QW-2 SAM

### R
- R-1 Bojišna balistička raketa (SS-1 Scunner)
- R-2 Bojišna balistička raketa (SS-2 Sibling)
- R-4 missile (AA-5 Ash)
- R-5 Bojišna balistička raketa (SS-3 Shyster)
- R-7 Semyorka Interkontinentalna balistička raketa (SSSR/Rusija; Hladni rat) (NATO ime SS-6 Sapwood)
- R-9 Desna Interkontinentalna balistička raketa (SSSR/Rusija; Hladni rat) (NATO ime SS-8 Sasin)
- R-11 Zemlya Taktička balistička raketa (SSSR; Hladni rat) (NATO ime SS-1b Scud)
- R-12 Dvina Bojišna balistička raketa (SSSR; Hladni rat) (NATO ime SS-4 Sandal)
- R-13 balistička raketa lansirana sa podmornice (SSSR; Hladni rat) (SS-N-4 Sark)
- R-14 Chusovaya Bojišna balistička raketa (SSSR; Hladni rat) (NATO ime SS-5 Skean)
- R-15 podmornička balistička raketa (SSSR; Hladni rat)
- R-16 Interkontinentalna balistička raketa (SSSR; Hladni rat) (NATO ime SS-7 Saddler)
- R-17E, varijanta ruskog Skad B
- R-21 balistički projektil lansiran sa podmornica (SSSR; Hladni rat) (SS-N-5 Serb)
- R-23 (AA-7 Apex)
- R-26 Interkontinentalna balistička raketa (SSSR; Hladni rat) (pogrešno primenjen naziv NATO-a SS-8 Sasin)
- R-27 balistički projektil lansiran sa podmornica (SSSR; Hladni rat) (SS-N-6 Serb)
- R-27 (AA-10 Alamo)
- R-33 (AA-9 Amos)
- R-36 Interkontinentalna balistička raketa (SSSR/Ukrajina) (NATO ime SS-9 Scarp i SS-18 Satan)
- R-39 missile (SS-N-20 Sturgeon)
- R-40 (AA-6 Acrid)
- R-46 orbitalni lanser i interkontinentalna balistička raketa (Rusija; Hladni rat)
- R-60 (AA-8 Aphid)
- R-73 (AA-11 Archer)
- R-77 (AA-12 Adder)
- R-300 Elbrus Bojišna balistička raketa (Rusija; Hladni rat) (NATO ime SS-1c Scud)
- R-400 Oka Bojišna balistička raketa (Rusija; Hladni rat) (NATO ime SS-23 Spider)
- R550 Magic
- Ra'ad Hataf VIII (Pakistanska krstareća raketa)
- Rapier     Zemlja -vazduh
- Rafael Python 5 (vazduh-vazduh)
- RBS-15
- RBS-23
- RBS-70
- RBS-77
- RBS-90
- Red Top   Vazduh-vazduh
- RGM-6 Regulus
- RGM-15 Regulus II
- RGM-59 Taurus
- RGM-165 LASM
- RIM-2 Terrier
- RIM-7 Sea Sparrow
- RIM-8 Talos
- RIM-24 Tartar
- RIM-50 Typhon LR
- RIM-55 Typhon MR
- RIM-66 Standard Missile-1
- RIM-66 Standard Missile-2
- RIM-67 Standard Missile-1 ER
- RIM-67 Standard Missile-2 ER
- RIM-85
- RIM-101
- RIM-113
- RIM-116 Rolling Airframe Missile
- RIM-156 Standard Missile-2ER Block IV
- RIM-161 Standard Missile-3
- RIM-162 ESSM
- ROLAND raketa protivvazdušne odbrane
- RS-24 Interkontinentalna balistička raketa (Rusija; Modern)[2]
- RSA
- RSA-1 mobilna (pokretna) raketa
- RSA-2 IRBM
- RSA-3 IRBM & SLV
- RSA-4 ICBM & SLV
- RSC-54
- RSC-56
- RSC-57
- RSC/RSD 58
- RSE Kriens
- RT-1 Bojišna balistička raketa (SSSR; Hladni rat)
- RT-2 Interkontinentalna balistička raketa (Rusija; Hladni rat) (SS-13 Savage)
- RT-2PM Topol Interkontinentalna balistička raketa (Rusija; Modern) (SS-25 Sickle)
- RT-2UTTH Topol M Interkontinentalna balistička raketa (Rusija; Modern) (SS-27)
- RT-15 mobilna bojišna balistička raketa (SSSR; Hladni rat) (SS-14 Scamp)
- RT-20 Interkontinentalna balistička raketa (Rusija; Hladni rat) (SS-15 Scrooge)
- RT-21 Temp 2S Interkontinentalna balistička raketa (Rusija; Hladni rat) (SS-16 Sinner)
- RT-21M Pioner Bojišna balistička raketa (SSSR; Hladni rat) (SS-20 Saber)
- RT-23 Molodets Interkontinentalna balistička raketa (Rusija; Modern) (SS-24 Scalpel)
- RT-25 Bojišna balistička raketa (SSSR; Hladni rat)
- Rudram-1 Indian Air lansirao je raketu protiv zračenja takođe poznatu kao NGARM
- RUM-139 VL-Asroc
- RUR-5 Asroc

### S
- S1 IRBM
- S2 IRBM
- S3 IRBM
- SA-2 Guideline
- SA-3 Goa
- SA-4 Ganef
- SA-5 Gammon
- SA-6 Gainful
- SA-7 Grail
- SA-8 Gecko
- SA-9 Gaskin
- SA-10 Grumble
- SA-11 Gadfly
- SA-12 Gladiator/Giant
- SA-13 Gopher
- SA-14 Gremlin
- SA-15 Gauntlet
- SA-16 Gimlet
- SA-17 Grizzly
- SA-18 Grouse
- SA-19 Grisom
- SA-20 Gargoyle
- SA-X-21 Growler
- SA-N-3 Goblet
- SA-N-5 Grail
- Saber (SS-20) (NATO naziv za RT-21M Pioner)
- Saddler (SS-7) (NATO naziv za R-16 rocket)
- Samid
- Saegheh
- Sagarika (SLBM) (Indijska balistička raketa)
- SAMP/T (MBDA Aster missile) (francusko-italijanski) kopneni sistem SHORAD/MRAD
- Sejjil (MRBM) (Iranska balistička raketa)
- Sandal (SS-4) (NATO izveštajno ime za R-12 Dvina)
- Sapsan
- Sapwood (SS-6) (NATO izveštajno ime za R-7 Semyorka)
- Sark (SS-N-4) (NATO izveštajno ime za R-13)
- Sasin (SS-8) (NATO izveštajno ime za R-9 Desna, такође погрешно примењено на R-26)
- Satan (SS-18) (NATO izveštajno ime za R-36M)
- Savage (SS-13) (NATO izveštajno ime za RT-2)
- Scaleboard (SS-12 / SS-22) (NATO izveštajno ime za TR-1 Temp)
- SCALP EG (француско-британски)
- Scalpel (SS-24) (NATO izveštajno ime za RT-23 Molodets)
- Scamp (SS-14) (NATO izveštajno ime za RT-15)
- Scapegoat (SS-14) (alternativno NATO izveštajno ime za RT-15)
- Scarp (SS-9) (NATO izveštajno ime za R-36)
- Scrag (SS-X-10) (NATO izveštajno ime za Global Rocket 1 i UR-200)
- Scrooge (SS-15) (NATO izveštajno ime za RT-20)
- Scud (SS-1b/SS-1c) (NATO izveštajno ime za R-11 Zemlya i R-300 Elbrus familiju)
- Scunner (SS-1) (NATO izveštajno ime za R-1)
- SD-10 (pakistanska raketa vazduh-vazduh izvan vizuelnog dometa)
- Sea Cat
- Sea Dart
- Sea Eagle
- Sea Skua
- Sea Slug   Zemlja-vazduh
- Sea Venom (francusko-britanska)
- Sea Viper (MBDA Aster missile) (francusko-britansko-italijanski) brodski sistem SHORAD/MRAD
- Sea Wolf   Zemlja-vazduh
- Sego (SS-11) (NATO izveštajno ime za UR-100)
- Semyorka (popularno ime za R-7 Semyorka)
- Serb (SS-N-5) (NATO izveštajno ime za R-21)
- Serb (SS-N-6) (NATO izveštajno ime za R-27)
- Shahab-1
- Shahab-2
- Shahab-3
- Shahab-3D
- Shahab-4
- Shahab-5
- Shahab-6
- Shaheen-I (Pakistanska MRBM)
- Shaheen-II (Pakistanska IRBM)
- Shaheen-III (Pakistanska IRBM)
- Shavit (svemirski lanser)
- Shkval (VA-111)
- Shaurya (Indija)
- Shyster (SS-3) (NATO izveštajno ime za R-5)
- Sibling (SS-2) (NATO izveštajno ime za R-2)
- Sickle (SS-25) (NATO izveštajno ime za RT-2PM Topol)
- Silkworm podzvučna krstareća raketa
- Sinner (SS-16) (NATO izveštajno ime za RT-21 Temp 2S)
- Skean (SS-5) (NATO izveštajno ime za R-14 Chusovaya)
- Sky Bow I (TK-1) (SAM)
- Sky Bow II (TK-2) (SAM)
- Sky Bow III (TK-3) (SAM)
- Sky Spear (SSM kratkog dometa)
- Sky Sword I (TC-1) (vazduh-vazduh)
- Sky Sword II (TC-2) (vazduh-vazduh)
- Skybolt ALBM
- SLAM
- SLAM-ER
- SM-62 Snark
- SM-73 Goose (krstareća raketa mamac)
- SM-74  (predložena krstareća raketa za mamac)
- Sotka (popularno ime za MR-UR-100 Sotka)
- Spanker (SS-17) (NATO izveštajno ime za MR-UR-100 Sotka)
- Spartan LIM-49A ABM
- Spider (SS-23) (NATO izveštajno ime za R-400 Oka)
- Spike/Gil (protivtenkovska)
- Sprint ABM
- SS-1 Scunner (NATO izveštajno ime za R-1)
- SS-1b Scud (NATO izveštajno ime za R-11 Zemlya)
- SS-1c Scud (NATO izveštajno ime za R-300 Elbrus)
- SS-2 Sibling (NATO izveštajno ime za R-2)
- SS-3 Shyster (NATO izveštajno ime za R-5)
- SS-4 Sandal (NATO izveštajno ime za R-12 Dvina)
- SS-5 Skean (NATO izveštajno ime za R-14 Chusovaya)
- SS-6 Sapwood (NATO izveštajno ime za R-7 Semyorka)
- SS-7 Saddler (NATO izveštajno ime za R-16 rocket)
- SS-8 Sasin (NATO izveštajno ime za R-9 Desna, takođe pogrešno primenjen na R-26)
- SS-9 Scarp (NATO izveštajno ime za R-36)
- SS.10 raketa zemlja-zemlja (Francuska)
- SS.11 raketa zemlja-zemlja / vazduh-zemlja (Francuska)
- SS.12 raketa zemlja -zemlja (Francuska)
- SS-11 Sego (NATO izveštajno ime za UR-100)
- SS-12 raketa zemlja-zemlja (Francuska)
- SS-12 Scaleboard (NATO izveštajno ime za TR-1 Temp)
- SS-13 Savage (NATO izveštajno ime za RT-2)
- SS-14 Scamp (NATO izveštajno ime za RT-15)
- SS-15 Scrooge (NATO izveštajno ime za RT-20)
- SS-16 Sinner (NATO izveštajno ime za RT-21 Temp 2S)
- SS-17 Spanker (NATO izveštajno ime za MR-UR-100)
- SS-18 Satan (NATO izveštajno ime za R-36M)
- SS-19 Stiletto (NATO izveštajno ime za UR-100N)
- SS-20 Saber (NATO izveštajno ime za RT-21M)
- SS-21 Scarab (NATO izveštajno ime za OTR-21)
- SS-22 Scaleboard (NATO izveštajno ime za TR-1 Temp modifikovana verzija)
- SS-23 Spider (NATO izveštajno ime za R-400 Oka)
- SS-24 Scalpel (NATO izveštajno ime za RT-23 Molodets)
- SS-25 Sickle (NATO izveštajno ime za RT-2PM Topol)
- SS-27 (NATO izveštajno ime za RT-2UTTH Topol M)
- SS-1000 (Brazilska, u penziji)
- SSM-N-2 Triton (nikad napravljena)
- SS-N-2 Styx
- SS-N-4 Sark (NATO izveštajno ime za R-13)
- SS-N-5 Serb (NATO izveštajno ime za R-21)
- SS-N-6 Serb (NATO izveštajno ime za R-27)
- SS-N-12 Sandbox
- SS-N-15 Starfish
- SS-N-16 Stallion
- SS-N-17
- SS-N-19 Shipwreck
- SS-N-20
- SS-N-22 Sunburn
- SS-N-27 Sizzler (NATO izveštajno ime za 3M-54 Klub)
- SS-X-10 Scrag (NATO izveštajno ime za Global Rocket 1 i UR-200)
- SSM-A-23 Dart
- Standoff Land Attack Missile
- Starstreak
- Storm Shadow
- Strela-1 (SA-9 Gaskin)
- Strela-2 (SA-7/SA-N-5 Grail)
- Super 530 Vazduh-Vazduh
- Super Duper
- Swingfire     Zemlja-Zemlja, Protivtenkovska

### T
- Taimur (Pakistanska ICBM)
- Taurus
- THAAD
- Terne ASW
- Temp (popularno ime za TR-1 Temp)
- Temp 2S (popularno ime za RT-21 Temp 2S)
- Thunderbird (raketa zemlja-vazduh za upotrebu u britanskoj vojsci, koju je napravio English Electric)
- Tippu (Pakistanska IRBM)
- TLVS (PAC-3 MSE, IRIS-T SL rakete) (nemačko-američki) kopneni SHORAD/MRAD sistem
- Topol (popularno ime za RT-2PM Topol and RT-2UTTH Topol M)
- TOROS
- TR-1 Temp Bojišna balistička raketa (Rusija; Hladni rat) (SS-12 / SS-22 Scaleboard)
- Trigat
- Trishul (indijska raketa zemlja-vazduh)

### U
- UGM-27 Polaris
- UGM-73 Poseidon
- UGM-89 Perseus
- UGM-96 Trident I
- UGM-133 Trident II
- Umkhonto
- UMTAS
- UR-100 Interkontinentalna balistička raketa (Rusija; Hladni rat) (NATO izveštajno ime za SS-11 Sego)
- UR-100MR (uobičajena alternativna oznaka za MR-UR-100 Sotka)
- UR-100N Interkontinentalna balistička raketa (Rusija; Hladni rat) (NATO izveštajno ime za SS-19 Stiletto)
- UR-200 Interkontinentalna balistička raketa (Rusija; Hladni rat) (NATO izveštajno ime za SS-X-10 Scrag)
- Chusovaya (popularno ime R-14 Chusovaya)
- UUM-44 Subroc
- UUM-125 Sea Lance

### V
- V-1
- V-2
- Vilkha
- Voivode (popularno ime za R-36M2)
- VL-SRSAM (indijska pomorska raketa zemlja-vazduh izvedena iz Astre

### W
- Wasserfall

### X
- X-4

### Y
- Yun Feng

### Z
- Zircon